# ロヴェチ州

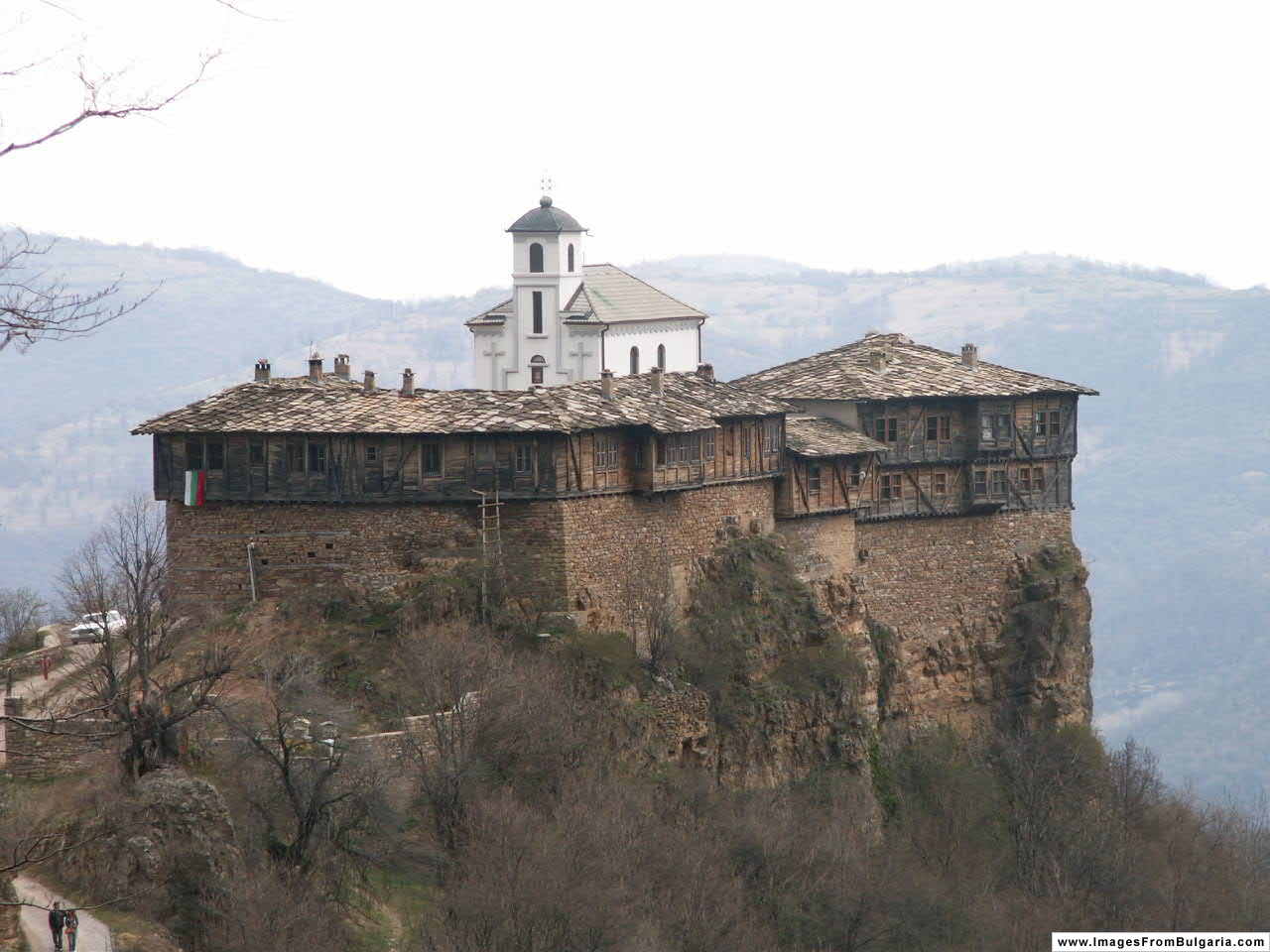
テテヴェン近くのグロジェネ僧院

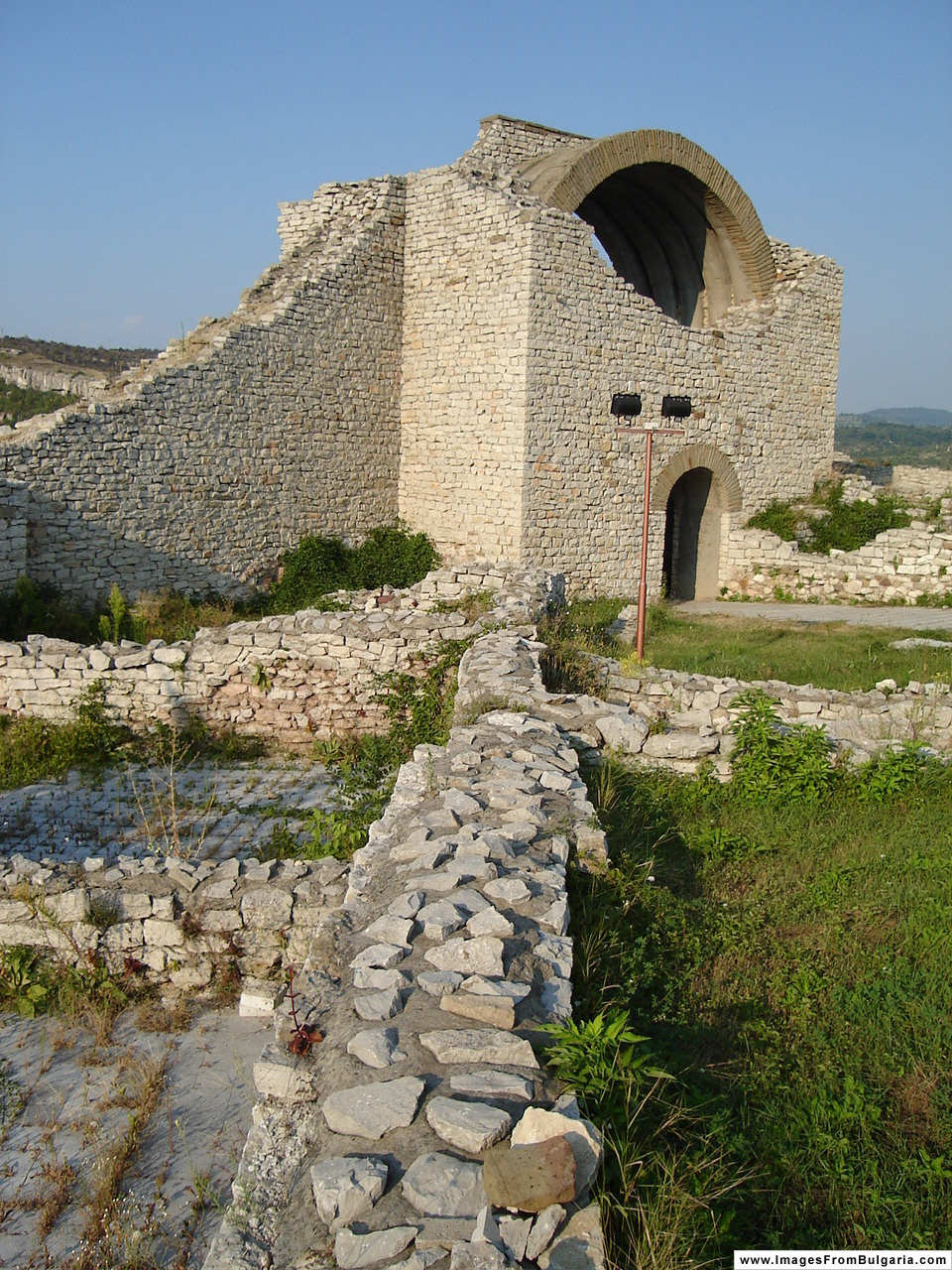
ロヴェチの要塞跡

ロヴェチ州（ロヴェチしゅう、ブルガリア語: Област Ловеч, ラテン文字転写: Oblast Lovech）はブルガリア北西部に位置する州。

## 基礎自治体

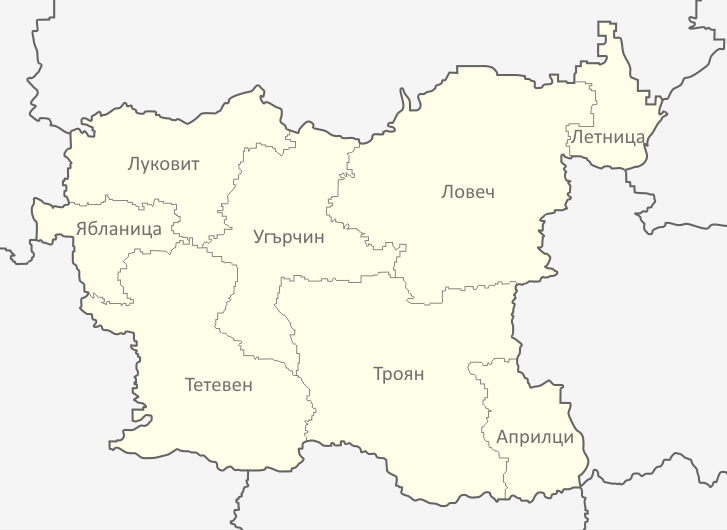
ロヴェチ州の基礎自治体

- ロヴェチ（Lovech） 州都
- アプリルツィ（Apriltsi）
- レトニツァ（Letnitsa）
- ルコヴィト（Lukovit）
- テテヴェン（Teteven）
- トロヤン（Troyan）
- ウグルチン（Ugarchin）
- ヤブラニツァ（Yablanitsa）

## 歴史
州都のロヴェチは19世紀の民族復興期の建築家コリュ・フィチェト（Колю Фичето、Kolyu Ficheto）による屋根付橋ポクリティア・モスト（Covered Bridge, Lovech）で知られている。
ロヴェチには中世の要塞が残されている。この要塞はペタル2世とアセン1世の兄弟によるビザンティンに対する抵抗運動の要であり、彼らは後に第2次ブルガリア帝国を建国した。
オスマン帝国からの独立運動においても、ブルガリア独立運動の英雄ヴァシル・レフスキ（Васил Левски、Vasil Levski）は自ら率いる独立運動組織の拠点をこのロヴェチに置いた。レフスキはオスマン帝国によってロヴェチ近郊で逮捕されている。後に要塞の隣にはロヴェチをたたえる碑石が立てられ、レフスキの活動を紹介する博物館が設立された。
またブルガリアにおける外国語教育の発祥の地でもあり、1881年に同地に設置されていた米国の学校を改組し、1950年ブルガリアにおける初の外国語学校となった。はじめは英語、フランス語、ドイツ語が教えられていたが、英語学校はソフィアへ、フランス語学校はヴァルナへ移転され、その後はドイツ語専門となっている。そのため同校はドイツ学校（Немската гимназия）と呼ばれている。